# Улица Пилсоню (Рига)
Улица Пи́лсоню (латыш. Pilsoņu iela) — улица в Земгальском предместье города Риги, в историческом районе Агенскалнс. Начинается от улицы Нометню, пролегает в юго-западном и юго-восточном направлении и заканчивается перекрёстком с улицей Лиепаяс.
Улица Пилсоню впервые показана на планах города Риги за 1880/1883 год. Наименование улицы (рус. Гражданская улица, нем. Bürgerstrasse) никогда не изменялось.
Общая длина улицы Пилсоню составляет 654 метра. От начала улицы до перекрёстка с улицей Маза Нометню замощена булыжником, далее покрытие асфальтовое.
Движение двустороннее. По дальней части улицы, от ул. Тукума до ул. Лиепаяс, проходит маршрут троллейбуса № 5; здесь же расположена конечная остановка «Больница им. Паула Страдыня».

## Примечательные объекты
- Дом № 13 — комплекс корпусов больницы имени Страдыня, являющийся объектом культурного наследия государственного значения. Старейшие корпуса больницы построены в период с 1908 по 1915 год по проекту архитектора Р. Г. Шмелинга[5].
- На территории больницы установлен памятник хирургу, профессору П. Страдыньшу, чьё имя носит больница (скульптор А. Бриеде, 1963). Памятник также признан объектом культурного наследия.

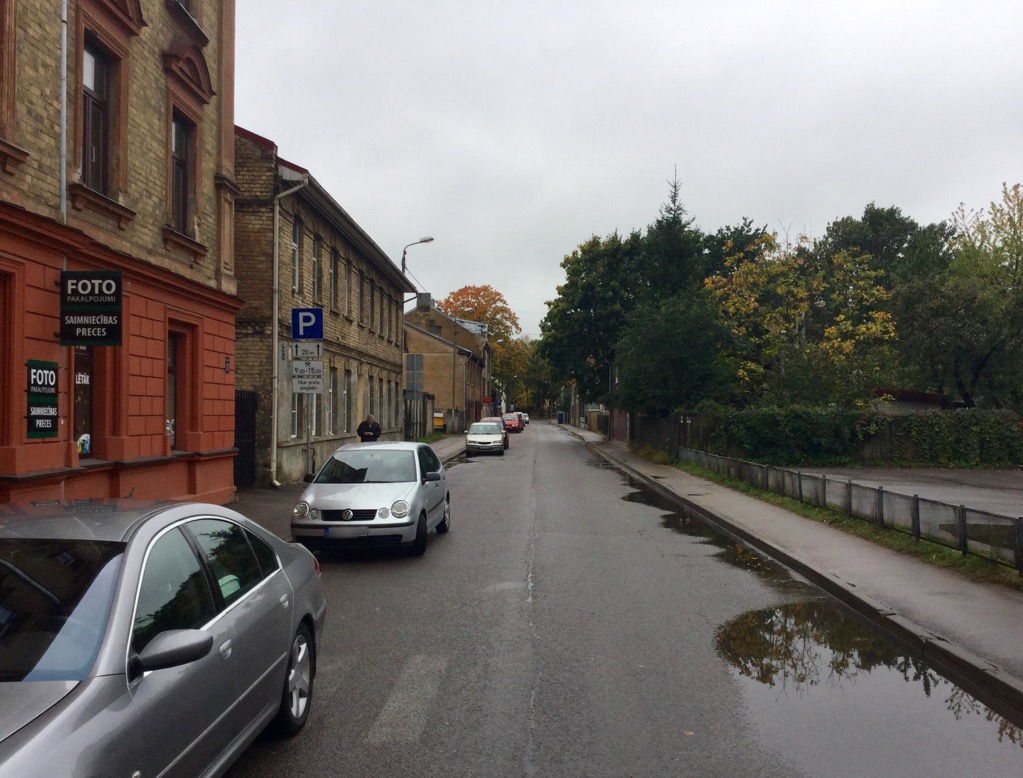
Вид от дома № 2
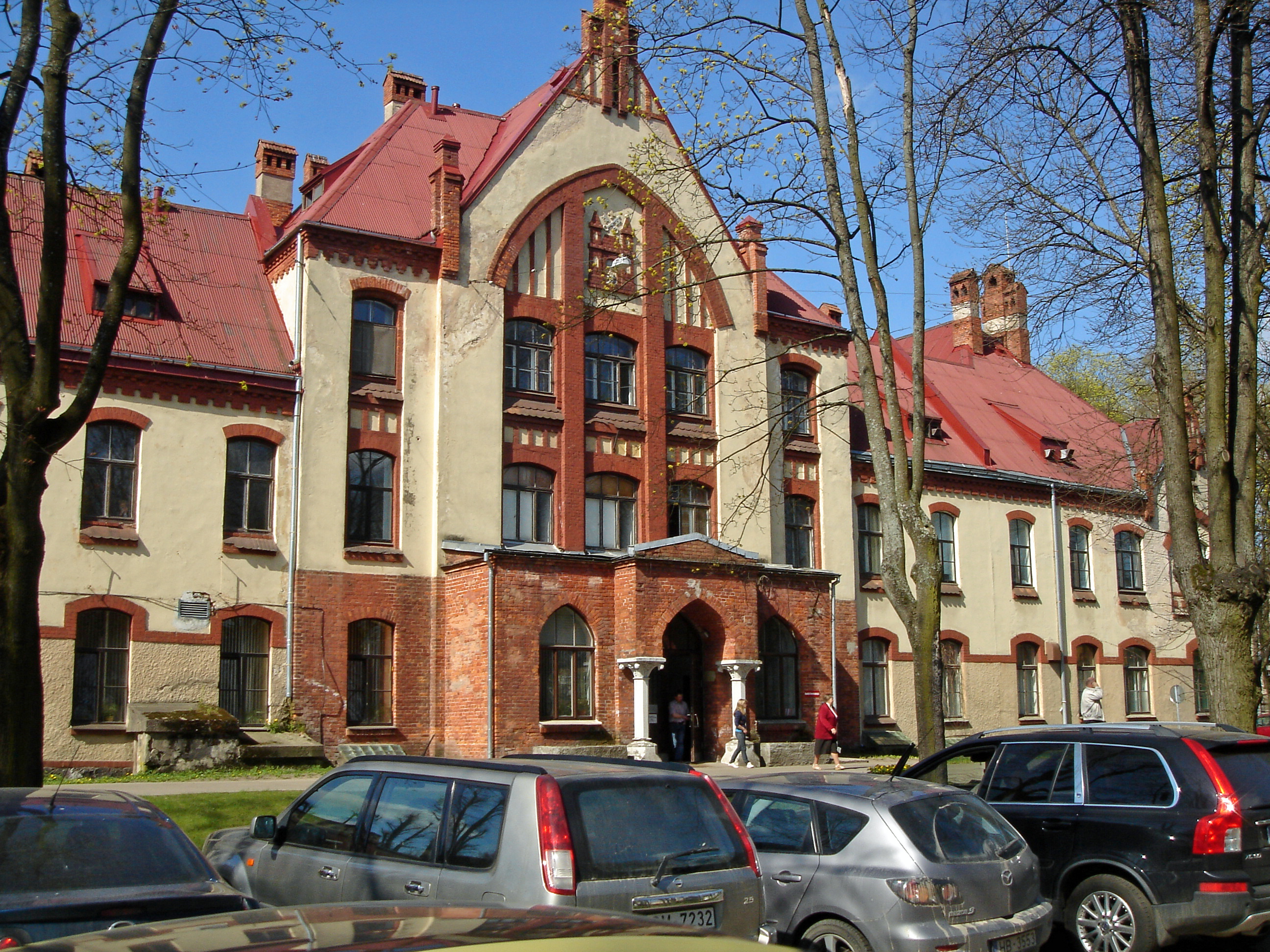
Вход в больницу
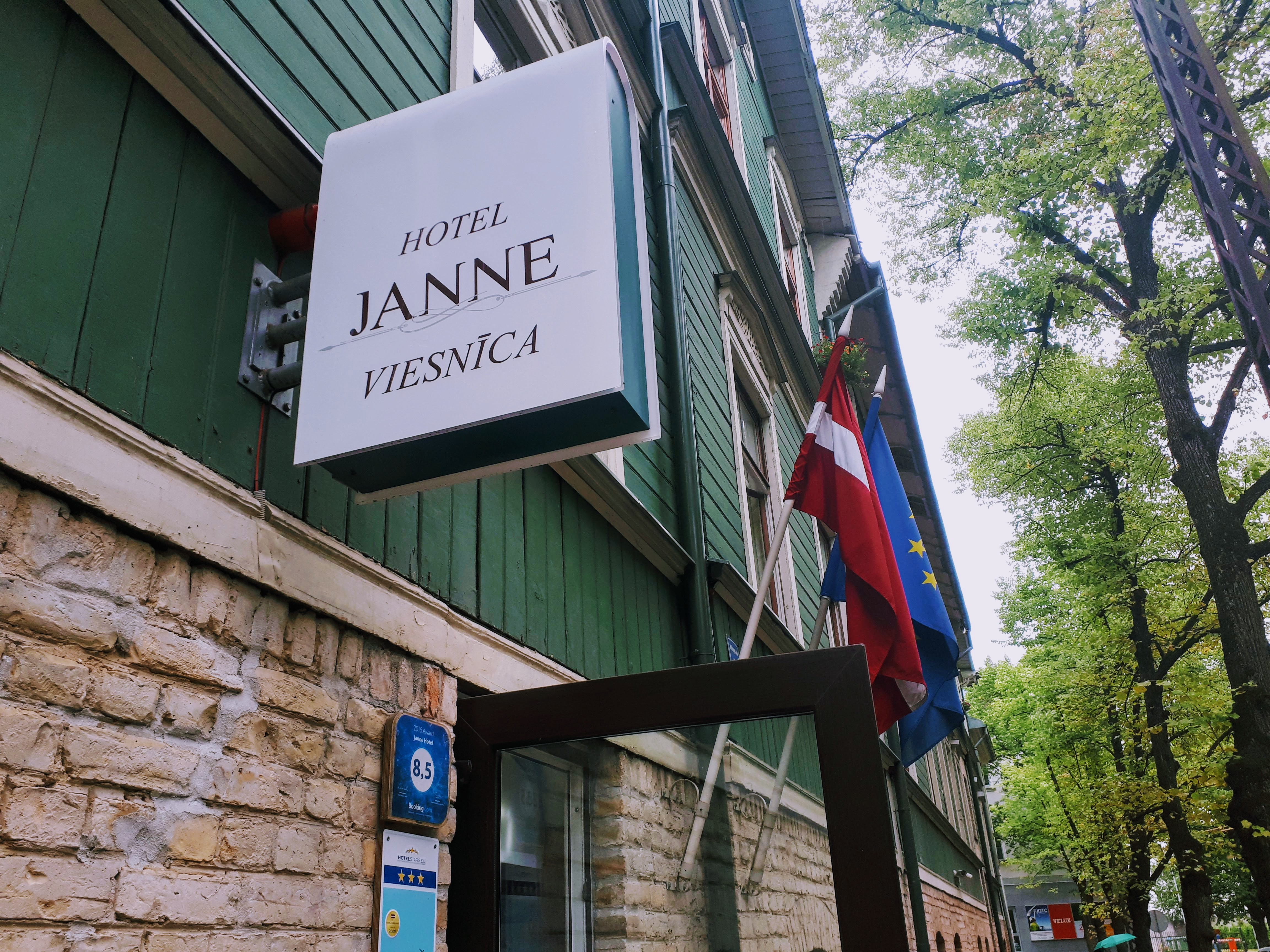
Гостиница в доме № 18

## Прилегающие улицы
Улица Пилсоню пересекается со следующими улицами:
- улица Нометню
- улица Маза Нометню
- улица Вентспилс
- улица Тукума
- улица Лиепаяс